# Kahala Posts Group
Kahala Posts Group, abrégé KPG, est un regroupement mondial d'opérateurs postaux. Le but est de faire concurrence aux grands opérateurs de courrier express (DHL, Fedex et UPS).
Le groupement a été constitué en juillet 2002 par les opérateurs publics de six pays : United States Postal Service, China Post, Japan Post, Australia Post, Korea Post (Corée du Sud) et  Hongkong Post. Le groupement est rejoint en 2006 par Royal Mail et Correos (Espagne). L'entrée de Groupe La Poste (France) est annoncée lors de la réunion annuel d'août 2007 à San Francisco (États-Unis). Singapore Post rejoint l'alliance en juillet 2008.
L'alliance comporte dix opérateurs et revendique 176 000 points de présence dans le monde.
- (2002) United States Postal Service  États-Unis (USPS)
- (2002) Japan Post  Japon
- (2002) Hongkong Post  Hong Kong
- (2002) China Post  Chine
- (2002) Korea Post  Corée du Sud
- (2002) Australia Post  Australie
- (2006) Royal Mail  Royaume-Uni
- (2006) Correos  Espagne
- (2007) Groupe La Poste  France [1]
- (2008) Singapore Post  Singapour